# هفتاد و یکمین جوایز امی ساعات پربیننده
هفتاد و یکمین جوایز امی ساعات پربیننده (به انگلیسی: 71st Primetime Emmy Awards) مراسمی است برای تقدیر از بهترین برنامه‌های پخش شده در شبکه‌های تلویزیونی ایالات متحده آمریکا در ساعات پربیننده از تاریخ اول ژوئن ۲۰۱۸ تا ۳۱ می ۲۰۱۹.
این مراسم در تاریخ ۲۲ سپتامبر ۲۰۱۹ و در تئاتر مایکروسافت برگزار شد.